# Симэнава
Симэнава (яп. 標縄・注連縄・七五三縄, буквально «отмечающая верёвка», «ограждающая верёвка») — верёвка, сплетённая из рисовой соломы нового урожая, которой в традиционной японской религии синто отмечают священное пространство. В качестве материала также используется высушенная трава, связанная при помощи жгута, а также букеты из прутиков. К симэнаве могут прикрепляться бумажные ленты сидэ. Симэнава может иметь различный диаметр. Толстый конец верёвки выглядит обрубленным, тонкий заканчивается небольшой метёлкой.

## История происхождения
Появление верёвки Симэнава связана с одним из важнейших эпизодов японской мифологии ― сокрытием богини солнца Аматэрасу в Небесном гроте. Когда Аматэрасу выманивают из грота у его входа протягивают верёвку, чтобы она не могла вновь скрыться. Плетёная верёвка «симэнава», которую можно сегодня встретить в синтоистских храмах и у других сакральных объектов, включая многовековые деревья, связана с этим мифом и символизирует выход Аматэрасу из небесного грота и возвращение Солнца на землю

## Применение
Симэнава размещают при входе в синтоистские святилища, на вратах-тории, священных ориентирах. Если они вывешиваются перед входом в храм, толстый конец смотрит вправо. Также этими верёвками окружают разные предметы, чтобы отметить место, где являлись ками; помечаются деревья, которые, как полагается, населены духами кодама. Вырубка этих деревьев, по преданию, приносит несчастье.
Кроме храмов, симэнава украшают дома простых японцев на Новый Год. Часто используются для соединения между собой парных кадомацу — новогоднего украшения (обычно из сосны, бамбука, папоротника и других предметов), перевязанных соломенной верёвкой. Считается, что симэнава укрывают от злых духов, приносит умиротворение и благополучие.
Вариант симэнава используется в борьбе сумо борцами ёкодзуна (чемпионами высшего ранга) во время вводных церемоний, для обозначения своего статуса.